# De Witt River
De Witt River är ett vattendrag i Australien. Det ligger i delstaten Tasmanien, i den sydöstra delen av landet, omkring 120 kilometer väster om delstatshuvudstaden Hobart.
I omgivningarna runt De Witt River växer i huvudsak städsegrön lövskog. Genomsnittlig årsnederbörd är 1 919 millimeter. Den regnigaste månaden är juli, med i genomsnitt 234 mm nederbörd, och den torraste är februari, med 81 mm nederbörd.